# Antonín Škoda (voják)
Antonín Škoda (25. prosince 1912 Heřmanice – ?) byl český mechanik, cyklistický závodník a letecký mechanik RAF.

## Biografie
Antonín Škoda se narodil v roce 1909 v Heřmanicích, dnes v bezprostředním sousedství JE Dukovany, asi 16 km západně od Moravského Krumlova. Vyučil se mechanikem jízdních kol, na nichž také závodil. V roce 1926 se stal mistrem Moravy a Slezska v cyklistice. Pracoval ve firmě, která ve Zlíně prodávala a opravovala jízdní kola. V Brně nastoupil na základní vojenskou službu, pak pokračoval ve Znojmě. Odešel na Slovensko, do Maďarska a přes Jugoslávii, Řecko a Sýrii se poté dostal do Francie. V Agde vstoupil do československé armády, kde působil s Adolfem Opálkou z Rešic. Poté, co Francie kapitulovala, odešel do Velké Británie, kde nastoupil jako odborný letecký mechanik do 312. československé stíhací perutě.
Po skončení druhé světové války odešel v srpnu 1945 nakrátko do Československa, ale vrátil se do Velké Británie, kde zůstal, oženil se a dál pracoval jako mechanik. Obdržel vyznamenání Good Conduct Badge, Československou medaili Za zásluhy a Československou medaili Za chrabrost. Jeho jméno je uvedeno na památníku letcům v Praze na Klárově.